# دی هاویلند دی‌اچ.۱۴ اوکاپی
دی هاویلند دی‌اچ. ۱۴ اوکاپی (به انگلیسی: De_Havilland_DH.14_Okapi) یک هواگرد ملخ‌پیشین تک‌موتوره از نوع بمب‌افکن ساخت شرکت Airco / د هویلند است. هواگرد دی هاویاند دی‌اچ. ۱۴ اوکاپی نخستین پروازش را در ۱۹۱۹ میلادی انجام داد. در مجموع، تعداد ۳ فروند از این هواگرد ساخته شده‌است.